# Jin Horikawa
Jin Horikawa (jap. 堀川 仁 Horikawa Jin; ur. 16 grudnia 1962 w Prefekturze Hyōgo) – japoński seiyū i aktor dubbingowy, pracujący dla agencji Office Osawa.

## Wybrane role
- 1996: Detektyw Conan – Hironobu Takeshita
- 1999: Digimon Adventure – Digitamamon
- 2000: Digimon Adventure 02 – Digitamamon
- 2000: Hajime no Ippo – sprawozdawca
- 2001: Hellsing – Peter Winfield
- 2002: MegaMan NT Warrior –
  - Masa,
  - KnightMan
- 2003: Fullmetal Alchemist – generał Hakuro
- 2004: Initial D: Fourth Stage – Nobuhiko Akiyama